# القلائص (عنقود نجمي)

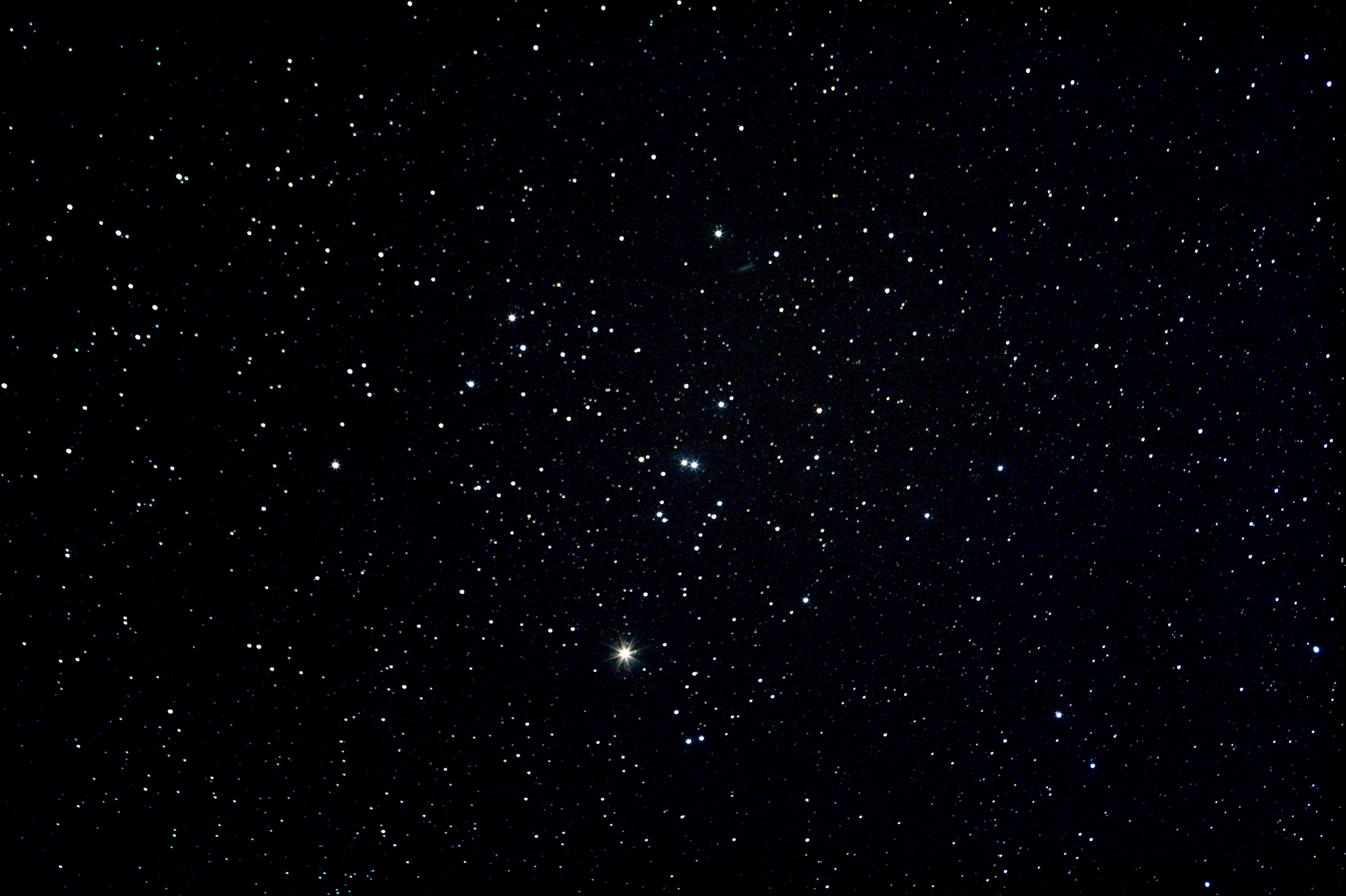
عنقود القلائص النجمي المفتوح بعدسة هاوٍ فلكي.

القلائص في علم الفلك (بالإنجليزية: Hyades)‏ هو عنقود نجمي مفتوح يُشاهَد بالعين المجردة بجوار نجم الدبران (ألمع نجوم كوكبة الثور)، ولكنها لا تنتمي إليه. يبلغ قطر عنقود القلائص 4 فراسخ فلكية، ويبعد عنا حوالي 40 فرسخاً، وأحياناً يعتبر القلائص من العناقيد المتحركة، وذلك نظراً لحركته في الكون، وتُسمَّى بمجموعة القلائص أو تيار الثور. تلك النجوم التي يستدل على انتمائها للعنقود النجمي من حركتها فقط وليس من مواقعها على الكرة السماوية. لم تسجل القلائص في فهرس مسييه ولا في الفهرس العام الجديد ولكن سجلت في فهارس أحدث منهما مثل فهرس كالدويل. يضمُّ عنقود القلائص نحو 350 نجما تتحرك بسرعة 32 كم/ث تقريباً.

## اقرأ أيضا
- فهرس كالدويل
- فهرس مسييه
- الفهرس العام الجديد
- نجم t الثور